# Говорка, Марек
Марек Говорка (словац. Marek Hovorka; род. 8 октября 1984, Дубница-над-Вагом, Западно-Словацкий край) — словацкий хоккеист, нападающий, игрок дубницкого «Спартак».

## Карьера

### Клубная
Марек Говорка родился в Дубнице-над-Вагом. Играл за клубы «Мартин», «Липтовски Микулаш», «Слован (Усти-над-Лабем)», «Спарта (Прага)», «Энергия (Карловы Вары)», «Пираты (Хомутов)», «Витковице», «Жилина», «Кошице», «Адмирал (Владивосток)», «Динамо (Пардубице)».

### Сборная Словакии
Говорка играл за сборную Словакии. В 2012 году завоевал серебряную медаль чемпионата мира. Также принимал участие в Олимпийских играх и чемпионате мира 2018 года, провёл на всех турнирах 13 игр, набрал 2 очка (1+1).

## Достижения
- Серебряный призёр чемпионата мира 2012

## Статистика
Обновлено на начало сезона 2019/2020
Чешская экстралига — 278 игр, 122 очка (58 шайб + 64 передачи)
Чешская первая лига — 178 игр, 134 очка (63+71)
КХЛ — 21 игра, 3 очка (0+3)
Словацкая экстралига — 402 игры, 220 очков (86+134)
Сборная Словакии — 46 игр, 15 очков (4+11)
Словацкая вторая лига — 2 игры, 1 очко (0+1)
Лига чемпионов — 4 игры
Всего за карьеру — 931 игра, 495 очков (211+284)